# Siegfried Huth
Siegfried Huth (* 28. Oktober 1932 in Dresden; † 24. September 2012 in Dresden) war ein deutscher Maler, Werbegrafiker und Fotograf.

## Leben und Werk
Huth absolvierte in Meißen eine Lehre als Porzellanmaler und arbeitete dann in seinem Beruf. Von 1954 bis 1959 studierte er bei Rudolf Bergander an der Hochschule für Bildende Künste in Dresden. Für sein Diplom schuf er das Ölgemälde Genossenschaft des Blindenhandwerks.
Er war danach Grafiker in der Werbeabteilung des Staatstheaters Dresden, für das er u. a. Theaterplakate und Programmhefte gestaltete. Von 1962 bis 1993 arbeitete er für das „Haus der Heimat“ in Freital. Er organisierte und kuratierte Ausstellungen, z. B. 1969 mit Fotografien des US-amerikanischen Fotografen Paul Strand. Die von Huth gestalteten Kataloge, Plakate und Gebrauchsgrafiken prägten mit ihrem unverwechselbaren Stil das Erscheinungsbild des Museums in der Öffentlichkeit.
Ab 1993 lebte und arbeitete Huth wieder in Dresden.
Neben seiner Tätigkeit als Maler und Grafiker war Huth ein ambitionierter Fotograf, der seine Motive vor allem in Freital und Dresden fand. Sein Foto Bildnis des Malers und Grafikers Curt Querner von 1972 befindet sich im Kupferstichkabinett Dresden. Von 1963 bis 1980 leitete Huth in Freital die Fachgruppe Foto.
Huth war Mitglied des Verbands Bildender Künstler der DDR.
Er war verheiratet mit Hannelore Huth (1941–2017) und hatte eine Tochter Jana.
Huths Grabstätte befindet sich auf dem Alten Katholischen Friedhof in Dresden.

## Ausstellungen (unvollständig)

### Einzelausstellungen
- 1965: Freital, Haus der Heimat („Fünf junge Künstler stellen aus“; mit Hans Mühlemann, Wolfgang Thiel, Günter Tiedeken und Lothar Weber)
- 1971: Freital, Haus der Heimat (Grafik und Kleinplastik)
- 1973: Freital, Haus der Heimat („Meister der Fotografie“)
- 1982: Freital, Haus der Heimat („Fotografien, angewandte Grafik, Grafik“)

#### Postum
- 2013: Dresden, Atelier „Starke Fotografen“ („Dresden in den 1960ern – Dias von Siegfried Huth“)

### Ausstellungsbeteiligungen
- 1965: Berlin, Deutsche Akademie der Künste („Junge Künstler. Gebrauchsgraphik“)